# Kurniabakti
Kurniabakti is een bestuurslaag in het regentschap Tasikmalaya van de provincie West-Java, Indonesië. Kurniabakti telt 5664 inwoners (volkstelling 2010).